# Colon curvipes
Colon curvipes är en skalbaggsart som beskrevs av Mäklin 1880. Colon curvipes ingår i släktet Colon, och familjen mycelbaggar. Enligt den finländska rödlistan är arten nära hotad i Finland. Arten är reproducerande i Sverige. Artens livsmiljö är moskogar.